# Ignác Florus Stašek
Ignác Florus Stašek, Sch.P. (27. listopadu 1782, Vyškov – 1. května 1862, Litomyšl) byl vyškovský vzdělanec – matematik, astronom a průkopník fotografie, doktor filozofie, později rektor koleje piaristické v Litomyšli. Je autorem nejstarší české dochované fotografie.

## Život
Narodil se jako syn zámeckého purkrabí Jana Staška, kmotrem mu byl dědický děkan Spáčil. Studoval v Kroměříži, roku 1799 vstoupil do řádu piaristů, vysvěcen na kněze byl r. 1805. Vyučoval středoškolskou matematiku a fyziku. Roku 1859 vydal populární popis hvězdného nebe s názvem Die erleuchtete Vorhalle zum Tempel des Unendlichen – Osvětlená předsíň chrámu Nekonečna. Na přebalu knihy je jeho portrét.
V roce 1837 se setkal s optikem Jozefem Maxmiliánem Petzvalem, o tři roky později získal daguerrotypický přístroj se kterým pořídil fotografii pošty v Litomyšli. Ta je považována za nejstarší českou dochovanou fotografii. Kromě toho pořídil mikrodaguerrotypii řezu stonkem rostliny, jednu z nejstarších mikrofotografií na světě, uloženou dnes v Národním technickém muzeu. S Bedřichem Franzem se zabýval pokusy s daguerrotypií, která jej zajímala jako vědce a učitele k využití duchovních hodnot a jako prostředek lidského poznání.

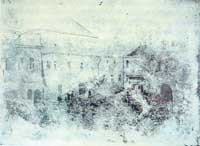
Pošta v Litomyšli, 1840, nejstarší česká dochovaná fotografie